# Mark Ballas
Mark Alexander Ballas Jr. (Houston, Texas, 24 de mayo de 1986) es un bailarín, coreógrafo, cantautor, músico y actor estadounidense. Es conocido principalmente por ser uno de los bailarines profesionales del programa de ABC, Dancing with the stars, en el que compitió a partir del otoño de 2007, siendo nominado para un Emmy por mejor coreografía en 2011. Lanzó su primer álbum solista HurtLoveBox en marzo de 2011.

## Vida personal
Ballas nació en Houston, Texas. Es hijo de los bailarines Corky Ballas y Shirley Ballas (nacida Rich). Sus abuelos paternos eran mexicanos, españoles y griegos, su madre es originariamente del Reino Unido y es de ascendencia inglesa. Su abuelo paterno, George Ballas, fue el inventor del dispositivo de recorte de césped Weed Eater.
Ballas es miembro del dúo de cantantes y compositores Alexander Jean junto a su esposa, BC Jean. Los dos se comprometieron en noviembre de 2015 después de tres años de estar juntos, y se casaron el 25 de noviembre de 2016 en Malibu, California. En junio de 2023 se hizo público que estaban esperando su primer hijo. Su hijo Banksi nació en noviembre de ese año.

## Carrera

### Primeros años
Ballas asistió a la Preparatoria Rosemead en el sur de Londres. A la edad de 11 años, ganó una ranura de tiempo completo en la Academia Italiana de Conti de Artes Teatrales en Londres, así como el obtener una beca completa. En 2005, fue galardonado con «Artista del Año». Luego pasó a ganar campeonatos como el The British Open to the World, el US Open to the World, y el The International Open to the World. Con su expareja de baile, Julianne Hough, ganó el Campeonato Junior de Baile Latino y la medalla de oro en el Junior Olímpico.

### Actuación
Como actor, Ballas interpretó el papel principal de Tony en el musical Copacabana y fue el bailarín principal en la gira nacional del Reino Unido del musical español Maria de Buenos Aires. También fue el suplente para el papel de Ritchie Valens en la gira nacional del Reino Unido de Buddy, The Buddy Holly Story. Ballas interpretó como un extra en Harry Potter y la piedra filosofal como parte de la Casa Hufflepuff. En octubre de 2008, Ballas hizo una aparición en el estreno de la temporada de Samantha Who.
El 6 de septiembre de 2016, se anunció que Ballas sería el actor final para representar el papel de Frankie Valli en el elenco de Broadway de Jersey Boys antes de que cierre en 2017.

### Dancing with the stars
Ballas participó como bailarín profesional de Dancing with the Stars por primera vez en la temporada 5, donde fue emparejado con la cantante de Cheetah Girls y actriz Sabrina Bryan, siendo los sextos en ser eliminados y quedando en el séptimo puesto. En 2008 fue pareja de la patinadora olímpica Kristi Yamaguchi para la temporada 6, con quien llegó a la final logrando ser los ganadores, marcando así la primera victoria de Ballas. Para la temporada 7 fue emparejado con la estrella de telerrealidad Kim Kardashian, con quien fue la tercera pareja eliminada y quedaron en el undécimo puesto.
En 2009, para la temporada 8 fue emparejado con la gimnasta olímpica Shawn Johnson, logrando llegar a la final siendo declarados como los ganadores, marcando su segunda victoria. Para la temporada 9 fue emparejado con la actriz Melissa Joan Hart, siendo eliminados en una doble eliminación en la sexta semana y terminando en el noveno puesto.
En 2010, fue emparejado con la actriz Shannen Doherty para la temporada 10, siendo la primera pareja en ser eliminada y quedando en el undécimo puesto. En la temporada 11 fue pareja de la activista y autora Bristol Palin, lograron llegar a la final y terminando en el tercer puesto.
En 2011, tuvo como pareja para la temporada 12 a la actriz de Disney Channel, Chelsea Kane, con quien llegó a la final y se ubicaron en el tercer puesto. Para la temporada 13 fue emparejado con la estrella de telerrealidad Kristin Cavallari, siendo la tercera pareja eliminada y terminando en el décimo puesto.
En 2012, fue pareja de la cantante de crossover clásico Katherine Jenkins para la temporada 14, con quien logró llegar a la final ubicándose en el segundo puesto, detrás de Donald Driver y Peta Murgatroyd. Para la temporada 15, una edición All-stars, él regresó con su pareja de la temporada 11, Bristol Palin, esta vez quedando eliminados en la cuarta semana y posicionándose en el noveno puesto. Ballas regresó durante la séptima semana para bailar con su expareja Shawn Johnson, debido a que su pareja Derek Hough sufrió una lesión.
En 2013, para la temporada 16 fue emparejado con la gimnasta olímpica Alexandra Raisman, llegando a la final y terminando en el cuarto puesto. Para la temporada 17 tuvo de pareja a la cantante y actriz Christina Milian, con quien a pesar de sus altos puntajes, fueron la cuarta pareja eliminada ubicándose en el noveno puesto.
En 2014, tuvo como pareja para la temporada 18 a la actriz de Full House y autora Candace Cameron Bure, logrando estar en la final y terminando en el tercer puesto. En la temporada 19 fue emparejado con la estrella de Duck Dynasty, Sadie Robertson, con quien también llegó a la final posicionándose en el segundo puesto, detrás de Alfonso Ribeiro y Witney Carson.
En 2015, para la temporada 20 tuvo de pareja a la actriz de Los juegos del hambre, Willow Shields, siendo sorprendentemente eliminados en la séptima semana a pesar de sus altos puntajes, finalizando en el séptimo puesto. En la temporada 21 formó pareja con la actriz Alexa PenaVega, quedando eliminados en la noveno semana pese a haber quedado en la cima de la tabla de puntajes, ubicándose en el sexto puesto.
En 2016, para la temporada 22 fue emparejado con la peleadora de la UFC y modelo Paige VanZant, con quien llegó a la final acabando en el segundo puesto, perdiendo ante Nyle DiMarco y Peta Murgatroyd. Ballas no formó parte del elenco de las temporadas 23 y 24, pero regresó a la temporada 25 en 2017, formando pareja con la violinista y compositora Lindsey Stirling. Ellos lograron llegar a la final de la temporada y terminaron en el segundo puesto, detrás de Jordan Fisher y Lindsay Arnold.

#### Rendimiento
| Temporada                                        | Pareja               | Puesto | Promedio |
| ------------------------------------------------ | -------------------- | ------ | -------- |
| 5                                                | Sabrina Bryan        | 7.º    | 27.00    |
| 6                                                | Kristi Yamaguchi     | 1.º    | 28.33    |
| 7                                                | Kim Kardashian       | 11.º   | 18.00    |
| 8                                                | Shawn Johnson        | 1.º    | 26.94    |
| 9                                                | Melissa Joan Hart    | 9.º    | 21.17    |
| 10                                               | Shannen Doherty      | 11.º   | 19.00    |
| 11                                               | Bristol Palin        | 3.º    | 22.59    |
| 12                                               | Chelsea Kane         | 3.º    | 26.13    |
| 13                                               | Kristin Cavallari    | 10.º   | 21.67    |
| 14                                               | Katherine Jenkins    | 2.º    | 27.87    |
| 15                                               | Bristol Palin        | 9.º    | 21.00    |
| 16                                               | Alexandra Raisman    | 4.º    | 26.71    |
| 17                                               | Christina Milian     | 9.º    | 25.00    |
| 18                                               | Candace Cameron Bure | 3.º    | 25.47    |
| 19                                               | Sadie Robertson      | 2.º    | 26.72*   |
| 20                                               | Willow Shields       | 7.º    | 25.50*   |
| 21                                               | Alexa PenaVega       | 6.º    | 25.75    |
| 22                                               | Paige VanZant        | 2.º    | 27.13    |
| 25                                               | Lindsey Stirling     | 2.º    | 27.06    |
| 31                                               | Charli D'Amelio      | 1.º    | 28.29*   |
| * Promedios ajustados a una escala de 30 puntos. |                      |        |          |

- Temporada 5 con Sabrina Bryan

| Semana | Baile / Canción                                 | Puntajes de los jueces | Puntajes de los jueces | Puntajes de los jueces | Resultado  |
| Semana | Baile / Canción                                 | C. I.                  | L. G.                  | B. T.                  | Resultado  |
| ------ | ----------------------------------------------- | ---------------------- | ---------------------- | ---------------------- | ---------- |
| 1      | Chachachá / «Don't Cha»                         | 9                      | 8                      | 9                      | Salvados   |
| 2      | Quickstep / «They're Red Hot»                   | 9                      | 8                      | 9                      | Salvados   |
| 3      | Jive / «Shake, Rattle and Roll»                 | 9                      | 9                      | 9                      | Salvados   |
| 4      | Pasodoble / «You Spin Me Round (Like a Record)» | 10                     | 10                     | 10                     | Salvados   |
| 5      | Rumba / «Me and Mrs. Jones»                     | 9                      | 9                      | 10                     | Salvados   |
| 6      | Foxtrot / «I'm a Woman»                         | 9                      | 8                      | 8                      | Eliminados |
| 6      | Grupo de Rock and roll / «Rockin' Robin»        | Sin puntos extras      | Sin puntos extras      | Sin puntos extras      | Eliminados |

- Temporada 6 con Kristi Yamaguchi

| Semana        | Baile / Canción                      | Puntajes de los jueces | Puntajes de los jueces | Puntajes de los jueces | Resultado       |
| Semana        | Baile / Canción                      | C. I.                  | L. G.                  | B. T.                  | Resultado       |
| ------------- | ------------------------------------ | ---------------------- | ---------------------- | ---------------------- | --------------- |
| 1             | Foxtrot / «The More I See You»       | 9                      | 9                      | 9                      | Sin eliminación |
| 2             | Mambo / «Hey Baby»                   | 9                      | 9                      | 9                      | Salvados        |
| 3             | Tango / «Rio»                        | 9                      | 9                      | 9                      | Salvados        |
| 4             | Pasodoble / «Blue Monday»            | 10                     | 9                      | 10                     | Salvados        |
| 5             | Rumba / «Say»                        | 9                      | 10                     | 10                     | Salvados        |
| 6             | Jive / «Rip It Up»                   | 10                     | 10                     | 10                     | Salvados        |
| 6             | Grupo de Two-step / «Cotton Eye Joe» | Sin puntos extras      | Sin puntos extras      | Sin puntos extras      | Salvados        |
| 7             | Vals vienés / «I'm with You»         | 9                      | 8                      | 9                      | Salvados        |
| 7             | Chachachá / «Don't Stop the Music»   | 10                     | 8                      | 10                     | Salvados        |
| 8             | Quickstep / «Billy A Dick»           | 9                      | 10                     | 10                     | Salvados        |
| 8             | Samba / «Volare»                     | 8                      | 9                      | 9                      | Salvados        |
| 9 (Semifinal) | Tango / «Midnight Tango»             | 10                     | 9                      | 10                     | Salvados        |
| 9 (Semifinal) | Jive / «Nutbush City Limits»         | 9                      | 9                      | 10                     | Salvados        |
| 10 (Final)    | Chachachá / «Dancing on the Ceiling» | 10                     | 10                     | 10                     | Salvados        |
| 10 (Final)    | Freestyle / «Workin' Day and Night»  | 10                     | 10                     | 10                     | Salvados        |
| 10 (Final)    | Jive / «Rip It Up»                   | 10                     | 10                     | 10                     | Ganadores       |

- Temporada 7 con Kim Kardashian

| Semana | Baile / Canción                    | Puntajes de los jueces | Puntajes de los jueces | Puntajes de los jueces | Resultado        |
| Semana | Baile / Canción                    | C. I.                  | L. G.                  | B. T.                  | Resultado        |
| ------ | ---------------------------------- | ---------------------- | ---------------------- | ---------------------- | ---------------- |
| 1      | Foxtrot / «The Pink Panther Theme» | 6                      | 7                      | 6                      | Últimos salvados |
| 1      | Mambo / «Baby Got Back»            | 6                      | 6                      | 6                      | Salvados         |
| 2      | Rumba / «You Give Me Something»    | 6                      | 6                      | 5                      | Eliminados       |

- Temporada 8 con Shawn Johnson

| Semana         | Baile / Canción                                      | Puntajes de los jueces | Puntajes de los jueces | Puntajes de los jueces | Resultado       |
| Semana         | Baile / Canción                                      | C. I.                  | L. G.                  | B. T.                  | Resultado       |
| -------------- | ---------------------------------------------------- | ---------------------- | ---------------------- | ---------------------- | --------------- |
| 1              | Vals / «It is You (I Have Loved)»                    | 8                      | 8                      | 7                      | Sin eliminación |
| 2              | Salsa / «Las Muchachas»                              | 8                      | 8                      | 8                      | Salvados        |
| 3              | Foxtrot / «More Than This»                           | 9                      | 9                      | 9                      | Salvados        |
| 4              | Lindy Hop / «Ready Teddy»                            | 8                      | 8                      | 9                      | Salvados        |
| 5              | Vals vienés / «Ordinary Day»                         | 9                      | 8                      | 9                      | Salvados        |
| 6              | Rumba / «Slow Dancing in a Burning Room»             | 8                      | 9                      | 9                      | Salvados        |
| 7              | Chachachá / «P.Y.T. (Pretty Young Thing)»            | 9                      | 9                      | 10                     | Salvados        |
| 7              | Grupo de Swing / «The Clapping Song»                 | Sin puntos extras      | Sin puntos extras      | Sin puntos extras      | Salvados        |
| 8              | Samba / «Get Down on It»                             | 10                     | 8                      | 9                      | Salvados        |
| 8              | Mambo en equipo / «Single Ladies (Put a Ring on It)» | 8                      | 8                      | 9                      | Salvados        |
| 9              | Quickstep / «Friend Like Me»                         | 9                      | 9                      | 9                      | Salvados        |
| 9              | Pasodoble / «Gotta Get Thru This»                    | 10                     | 9                      | 10                     | Salvados        |
| 10 (Semifinal) | Tango argentino / «Así Se Baila el Tango»            | 10                     | 10                     | 10                     | Salvados        |
| 10 (Semifinal) | Jive / «Reet Petite»                                 | 9                      | 8                      | 9                      | Salvados        |
| 11 (Final)     | Pasodoble / «So What»                                | 9                      | 9                      | 10                     | Ganadores       |
| 11 (Final)     | Freestyle / «Do Your Thing»»                         | 10                     | 10                     | 10                     | Ganadores       |
| 11 (Final)     | Chachachá / «P.Y.T. (Pretty Young Thing)»            | 10                     | 10                     | 10                     | Ganadores       |

- Temporada 9 con Melissa Joan Hart

| Semana                                                               | Baile / Canción                     | Puntajes de los jueces | Puntajes de los jueces | Puntajes de los jueces | Resultado  |
| Semana                                                               | Baile / Canción                     | C. I.                  | L. G.                  | B. T.                  | Resultado  |
| -------------------------------------------------------------------- | ----------------------------------- | ---------------------- | ---------------------- | ---------------------- | ---------- |
| 1                                                                    | Vals vienés / «The Time of My Life» | 6                      | 6                      | 6                      | Salvados   |
| 1                                                                    | Relevo de Chachachá / «Centerfold»  | 6 puntos extras        | 6 puntos extras        | 6 puntos extras        | Salvados   |
| 2                                                                    | Jive / «Long Tall Sally»            | 7                      | 61                     | 6                      | Salvados   |
| 3                                                                    | Samba / «Turn Me On»                | 6                      | 6                      | 7                      | Salvados   |
| 4                                                                    | Charlestón / «Charleston»           | 9                      | 9                      | 10                     | Salvados   |
| 5                                                                    | Tango argentino / «Tango Bárbaro»   | 8                      | 8                      | 7                      | Salvados   |
| 6                                                                    | Vals / «Only One Road»              | 7                      | 7                      | 6                      | Eliminados |
| 6                                                                    | Maratón de Mambo / «Ran Kan Kan»    | 4 puntos extras        | 4 puntos extras        | 4 puntos extras        | Eliminados |
| 1Puntaje dado por el juez invitado Baz Luhrmann en lugar de Goodman. |                                     |                        |                        |                        |            |

- Temporada 10 con Shannen Doherty

| Semana | Baile / Canción                  | Puntajes de los jueces | Puntajes de los jueces | Puntajes de los jueces | Resultado       |
| Semana | Baile / Canción                  | C. I.                  | L. G.                  | B. T.                  | Resultado       |
| ------ | -------------------------------- | ---------------------- | ---------------------- | ---------------------- | --------------- |
| 1      | Vals vienés / «The Killing Moon» | 6                      | 6                      | 6                      | Sin eliminación |
| 2      | Jive / «Shake a Tail Feather»    | 7                      | 6                      | 7                      | Eliminados      |

- Temporada 11 con Bristol Palin

| Semana | Baile / Canción                               | Puntajes de los jueces | Puntajes de los jueces | Puntajes de los jueces | Resultado        |
| Semana | Baile / Canción                               | C. I.                  | L. G.                  | B. T.                  | Resultado        |
| --- | --------------------------------------------- | ---------------------- | ---------------------- | ---------------------- | ---------------- |
| 1 | Chachachá / «Mama Told Me (Not to Come)»      | 6                      | 6                      | 6                      | Salvados         |
| 2 | Quickstep / «You Can't Hurry Love»            | 7                      | 8                      | 7                      | Salvados         |
| 3 | Foxtrot / «Just the Way You Are»              | 6                      | 6                      | 7                      | Últimos salvados |
| 41 | Rumba / «Umbrella»                            | 6/4                    | 6/5                    | 6/5                    | Últimos salvados |
| 5 | Jive / «(Theme From) The Monkees»             | 6                      | 6                      | 6                      | Salvados         |
| 6 | Tango / «According To You»                    | 8                      | 7                      | 8                      | Salvados         |
| 6 | Maratón de Rock and roll / «La Grange»        | 5 puntos extras        | 5 puntos extras        | 5 puntos extras        | Salvados         |
| 7 | Chachachá en equipo / «Workin' Day and Night» | 8                      | 8                      | 8                      | Salvados         |
| 7 | Vals vienés / «Trouble»                       | 92/8                   | 8                      | 8                      | Salvados         |
| 8 | Tango argentino / «Buttons»                   | 8                      | 8                      | 8                      | Salvados         |
| 8 | Samba / «Mas Que Nada»                        | 7                      | 8                      | 8                      | Salvados         |
| 9 (Semifinal) | Pasodoble / «Gimme More»                      | 9                      | 9                      | 9                      | Últimos salvados |
| 9 (Semifinal) | Vals / «Mary Goes To Jesus»                   | 8                      | 9                      | 9                      | Últimos salvados |
| 10 (Final) | Jive / «Move»                                 | 9                      | 9                      | 9                      | Tercer puesto    |
| 10 (Final) | Freestyle / «Cell Block Tango»                | 8                      | 9                      | 8                      | Tercer puesto    |
| 10 (Final) | Tango / «According to You»»                   | 8                      | 9                      | 8                      | Tercer puesto    |
| 10 (Final) | Chachachá / «Raise Your Glass»                | 9                      | 9                      | 9                      | Tercer puesto    |
| 1Esta semana se recibió dos puntajes, uno por la ejecución técnica y otro por el desempeño. 2Puntaje dado por la juez invitada Kelly Osbourne. |                                               |                        |                        |                        |                  |

- Temporada 12 con Chelsea Kane

| Semana                                           | Baile / Canción                       | Puntajes de los jueces | Puntajes de los jueces | Puntajes de los jueces | Resultado        |
| Semana                                           | Baile / Canción                       | C. I.                  | L. G.                  | B. T.                  | Resultado        |
| ------------------------------------------------ | ------------------------------------- | ---------------------- | ---------------------- | ---------------------- | ---------------- |
| 1                                                | Foxtrot / «King of Anything»          | 7                      | 7                      | 7                      | Sin eliminación  |
| 2                                                | Jive / «I Write Sins Not Tragedies»   | 6                      | 5                      | 7                      | Salvados         |
| 3                                                | Chachachá / «Chelsea»                 | 7                      | 8                      | 8                      | Salvados         |
| 4                                                | Vals vienés / «Hedwig's Theme»        | 9                      | 8                      | 9                      | Últimos salvados |
| 5                                                | Samba / «Party in the U.S.A.»         | 9                      | 8                      | 9                      | Salvados         |
| 6                                                | Quickstep / «Walking on Sunshine»     | 10                     | 9                      | 9                      | Salvados         |
| 7                                                | Chachachá en equipo / «Born This Way» | 81/8                   | 7                      | 7                      | Últimos salvados |
| 7                                                | Pasodoble / «Ghosts 'n' Stuff»        | 81/9                   | 8                      | 9                      | Últimos salvados |
| 8                                                | Vals / «My Love»                      | 10                     | 9                      | 10                     | Salvados         |
| 8                                                | Salsa / «Get Busy»                    | 8                      | 9                      | 9                      | Salvados         |
| 9 (Semifinal)                                    | Tango argentino / «Assassin's Tango»  | 9                      | 9                      | 10                     | Salvados         |
| 9 (Semifinal)                                    | Rumba / «Eyes on Fire»                | 10                     | 10                     | 10                     | Salvados         |
| 9 (Semifinal)                                    | Duelo de Chachachá / «Just Dance»     | 15 puntos extras       | 15 puntos extras       | 15 puntos extras       | Salvados         |
| 10 (Final)                                       | Samba / «Hip Hip Chin Chin»           | 10                     | 9                      | 10                     | Tercer puesto    |
| 10 (Final)                                       | Freestyle / «Latinos»                 | 10                     | 10                     | 10                     | Tercer puesto    |
| 10 (Final)                                       | Vals vienés / «Hedwig's Theme»        | 10                     | 10                     | 10                     | Tercer puesto    |
| 1Puntaje dado por el juez invitado Donnie Burns. |                                       |                        |                        |                        |                  |

- Temporada 13 con Kristin Cavallari

| Semana | Baile / Canción                                 | Puntajes de los jueces | Puntajes de los jueces | Puntajes de los jueces | Resultado  |
| Semana | Baile / Canción                                 | C. I.                  | L. G.                  | B. T.                  | Resultado  |
| ------ | ----------------------------------------------- | ---------------------- | ---------------------- | ---------------------- | ---------- |
| 1      | Chachachá / «Dynamite»                          | 7                      | 6                      | 6                      | Salvados   |
| 2      | Quickstep / «Diamonds Are a Girl's Best Friend» | 8                      | 7                      | 7                      | Salvados   |
| 3      | Samba / «Crazy in Love»                         | 8                      | 8                      | 8                      | Eliminados |

- Temporada 14 con Katherine Jenkins

| Semana        | Baile / Canción                               | Puntajes de los jueces | Puntajes de los jueces | Puntajes de los jueces | Resultado        |
| Semana        | Baile / Canción                               | C. I.                  | L. G.                  | B. T.                  | Resultado        |
| ------------- | --------------------------------------------- | ---------------------- | ---------------------- | ---------------------- | ---------------- |
| 1             | Foxtrot / «The Show»                          | 9                      | 8                      | 9                      | Sin eliminación  |
| 2             | Jive / «Ain't Nothing Wrong With That»        | 9                      | 8                      | 9                      | Salvados         |
| 3             | Vals / «To Where You Are»                     | 10                     | 9                      | 10                     | Salvados         |
| 4             | Pasodoble / «Time Is Running Out»             | 8                      | 8                      | 8                      | Salvados         |
| 5             | Tango argentino / «Tanguedia II»              | 10                     | 9                      | 10                     | Salvados         |
| 6             | Samba / «I Can't Get Next to You»             | 10                     | 9                      | 10                     | Salvados         |
| 6             | Maratón de Motown / «Nowhere to Run»          | 10 puntos extras       | 10 puntos extras       | 10 puntos extras       | Salvados         |
| 7             | Rumba / «Canon in D Major»                    | 9                      | 9                      | 9                      | Salvados         |
| 7             | Tango en equipo / «Toccata»                   | 10                     | 8                      | 9                      | Salvados         |
| 8             | Vals vienés / «Kathleen»                      | 8                      | 9                      | 9                      | Últimos salvados |
| 8             | Chachachá en trío / «She's a Lady»            | 10                     | 9                      | 10                     | Últimos salvados |
| 9 (Semifinal) | Quickstep / «The Dirty Boogie»                | 10                     | 9                      | 10                     | Salvados         |
| 9 (Semifinal) | Salsa / «Bananza (Belly Dancer)»              | 9                      | 9                      | 9                      | Salvados         |
| 10 (Final)    | Pasodoble / «España cañí»                     | 10                     | 10                     | 10                     | Segundo puesto   |
| 10 (Final)    | Freestyle / «Sing, Sing, Sing (With a Swing)» | 10                     | 10                     | 10                     | Segundo puesto   |
| 10 (Final)    | Jive / «Splish Splash»                        | 10                     | 10                     | 10                     | Segundo puesto   |

- Temporada 15 con Bristol Palin

| Semana                                          | Baile / Canción                       | Puntajes de los jueces | Puntajes de los jueces | Puntajes de los jueces | Resultado  |
| Semana                                          | Baile / Canción                       | C. I.                  | L. G.                  | B. T.                  | Resultado  |
| ----------------------------------------------- | ------------------------------------- | ---------------------- | ---------------------- | ---------------------- | ---------- |
| 1                                               | Chachachá / «Blow Me (One Last Kiss)» | 6.5                    | 6.5                    | 6.5                    | Salvados   |
| 2                                               | Quickstep / «Redneck Woman»           | 6.0                    | 6.0                    | 6.0                    | Salvados   |
| 3                                               | Pasodoble / «Living on Video»         | 7.5                    | 7.5                    | 7.5                    | Salvados   |
| 4                                               | Rock and roll / «At the Hop»          | 8.0                    | 8.0/8.01               | 8.0                    | Eliminados |
| 1Puntaje dado por la juez invitada Paula Abdul. |                                       |                        |                        |                        |            |

- Temporada 16 con Alexandra Raisman

| Semana        | Baile / Canción                              | Puntajes de los jueces | Puntajes de los jueces | Puntajes de los jueces | Resultado       |
| Semana        | Baile / Canción                              | C. I.                  | L. G.                  | B. T.                  | Resultado       |
| ------------- | -------------------------------------------- | ---------------------- | ---------------------- | ---------------------- | --------------- |
| 1             | Chachachá / «Live While We're Young»         | 7                      | 7                      | 7                      | Sin eliminación |
| 2             | Quickstep / «Jumpin Jack»                    | 8                      | 8                      | 8                      | Salvados        |
| 3             | Grupo de Freestyle / «The Rockafeller Skank» | Sin puntos extras      | Sin puntos extras      | Sin puntos extras      | Salvados        |
| 3             | Vals vienés / «Give Me Love»                 | 7                      | 8                      | 8                      | Salvados        |
| 4             | Contemporáneo / «Titanium»                   | 9                      | 9                      | 9                      | Salvados        |
| 5             | Samba / «Misery»                             | 8                      | 8                      | 9                      | Salvados        |
| 6             | Foxtrot / «Isn't She Lovely»                 | 9                      | 9                      | 9                      | Salvados        |
| 6             | Samba en equipo / «Superstition»             | 8                      | 9                      | 8                      | Salvados        |
| 7             | Salsa / «Echa Pa'lla (Manos Pa'rriba)»       | 10                     | 9                      | 10                     | Salvados        |
| 7             | Duelo de Chachachá / «Brokenhearted»         | 3 puntos extras        | 3 puntos extras        | 3 puntos extras        | Salvados        |
| 8             | Tango argentino / «Reflejo de Luna»          | 9                      | 10                     | 10                     | Salvados        |
| 8             | Jive en trío / «Hit the Road Jack»           | 9                      | 9                      | 9                      | Salvados        |
| 9 (Semifinal) | Rumba / «When I Was Your Man»                | 10                     | 10                     | 10                     | Salvados        |
| 9 (Semifinal) | Afro-jazz / «Azumba»                         | 10                     | 9                      | 10                     | Salvados        |
| 10 (Final)    | Samba / «Hips Don't Lie»                     | 9                      | 9                      | 10                     | Eliminados      |
| 10 (Final)    | Relevo de Chachachá / «Treasure»             | 3 puntos extras        | 3 puntos extras        | 3 puntos extras        | Eliminados      |
| 10 (Final)    | Freestyle / «Icarus»                         | 10                     | 10                     | 10                     | Eliminados      |

- Temporada 17 con Christina Milian

| Semana                                                                 | Baile / Canción             | Puntajes de los jueces | Puntajes de los jueces | Puntajes de los jueces | Resultado        |
| Semana                                                                 | Baile / Canción             | C. I.                  | L. G.                  | B. T.                  | Resultado        |
| ---------------------------------------------------------------------- | --------------------------- | ---------------------- | ---------------------- | ---------------------- | ---------------- |
| 1                                                                      | Contemporáneo / «Clarity»   | 7                      | 7                      | 8                      | Sin eliminación  |
| 2                                                                      | Pasodoble / «Applause»      | 9                      | 8                      | 8                      | Salvados         |
| 3                                                                      | Charlestón / «Let Me Drown» | 9                      | 8                      | 9                      | Últimos salvados |
| 4                                                                      | Foxtrot / «Sexy Silk»       | 8                      | 81                     | 8                      | Salvados         |
| 5                                                                      | Chachachá / «Forget You»    | 9                      | 10                     | 9                      | Eliminados       |
| 1Puntaje dado por la juez invitada Julianne Hough en lugar de Goodman. |                             |                        |                        |                        |                  |

- Temporada 18 con Candace Cameron Bure

| Semana | Baile / Canción                              | Puntajes de los jueces | Puntajes de los jueces | Puntajes de los jueces | Puntajes de los jueces | Resultado        |
| Semana | Baile / Canción                              | C. I.                  | L. G.                  | Inv.1                  | B. T.                  | Resultado        |
| --- | -------------------------------------------- | ---------------------- | ---------------------- | ---------------------- | ---------------------- | ---------------- |
| 1 | Contemporáneo / «Burn»                       | 9                      | 8                      | —                      | 8                      | Sin eliminación  |
| 2 | Rumba / «Say Something»                      | 7                      | 7                      | —                      | 7                      | Salvados         |
| 3 | Jive / «Blue Suede Shoes»                    | 8                      | 8                      | 8                      | 8                      | Salvados         |
| 42 | Quickstep / «The Ballroom Blitz»             | 7                      | 7                      | 7                      | 7                      | Sin eliminación  |
| 5 | Samba / «Under the Sea»                      | 8                      | 9                      | 9                      | 9                      | Últimos salvados |
| 6 | Chachachá / «I Love It»                      | 8                      | 8                      | 8                      | 8                      | Últimos salvados |
| 7 | Tango argentino / «1977»                     | 8                      | 9                      | 9                      | 9                      | Salvados         |
| 7 | Freestyle en equipo / «Livin' la Vida Loca»  | 10                     | 9                      | 10                     | 10                     | Salvados         |
| 8 | Foxtrot / «That's It, I Quit, I'm Movin' On» | 9                      | 9                      | 9                      | 9                      | Salvados         |
| 8 | Contemporáneo en equipo / «Stay with Me»     | 9                      | 9                      | 10                     | 10                     | Salvados         |
| 9 (Semifinal) | Vals vienés / «If I Knew»                    | 8                      | 9                      | 9                      | 8                      | Salvados         |
| 9 (Semifinal) | Jazz / «Nasty»                               | 9                      | 10                     | 10                     | 9                      | Salvados         |
| 10 (Final) | Quickstep / «Umbrella»                       | 9                      | 9                      | —                      | 9                      | Últimos salvados |
| 10 (Final) | Freestyle / «Canned Heat»                    | 8                      | 8                      | —                      | 8                      | Últimos salvados |
| 10 (Final) | Samba & Quickstep fusión / «Sir Duke»        | 9                      | 9                      | —                      | 9                      | Tercer puesto    |
| 1En orden: Robin Roberts, Julianne Hough, Donny Osmond, Redfoo, Ricky Martin, Abby Lee Miller y Kenny Ortega. 2Por los «cambios de pareja», Cameron Bure bailó con Tony Dovolani y Ballas con Amy Purdy. |                                              |                        |                        |                        |                        |                  |

- Temporada 19 con Sadie Robertson

| Semana | Baile / Canción                                | Puntajes de los jueces | Puntajes de los jueces | Puntajes de los jueces | Puntajes de los jueces | Resultado        |
| Semana | Baile / Canción                                | C. I.                  | L. G.                  | J. H.                  | B. T.                  | Resultado        |
| --- | ---------------------------------------------- | ---------------------- | ---------------------- | ---------------------- | ---------------------- | ---------------- |
| 1 | Chachachá / «Birthday»                         | 8                      | 8                      | 9                      | 9                      | Salvados         |
| 2 | Jazz / «She's Country»                         | 8                      | 7                      | 8                      | 8                      | Salvados         |
| 3 | Vals vienés / «Married Life»                   | 8                      | 81                     | 8                      | 8                      | Salvados         |
| 4 | Samba / «Hunter»                               | 9                      | 92                     | 10                     | 9                      | Salvados         |
| 53 | Charlestón / «Crazy Stupid Love»               | 9                      | 94                     | 9                      | 9                      | Sin eliminación  |
| 6 | Rumba / «Diamonds»                             | 9                      | 105                    | 8                      | 8                      | Salvados         |
| 7 | Pasodoble / «Come with Me Now»                 | 7                      | 7                      | 8                      | 8                      | Salvados         |
| 7 | Freestyle en equipo / «Time Warp»              | 8                      | 8                      | 8                      | 8                      | Salvados         |
| 8 | Contemporáneo / «Uninvited»                    | 9                      | 9                      | 10                     | 10                     | Salvados         |
| 8 | Duelo de Chachachá / «Really Don't Care»       | Sin puntos extras      | Sin puntos extras      | Sin puntos extras      | Sin puntos extras      | Salvados         |
| 9 | Jive / «1, 2, 3 Turnaround»                    | 8                      | 9                      | 8                      | 8                      | Últimos salvados |
| 9 | Foxtrot en trío / «Can't Take My Eyes Off You» | 10                     | 10                     | 10                     | 10                     | Últimos salvados |
| 10 (Semifinal) | Quickstep / «Problem»                          | 9                      | 10                     | 9                      | 9                      | Últimos salvados |
| 10 (Semifinal) | Tango argentino / «Problem»                    | 9                      | 9                      | 10                     | 9                      | Últimos salvados |
| 11 (Final) | Samba / «Hunter»                               | 10                     | 9                      | 10                     | 9                      | Salvados         |
| 11 (Final) | Freestyle / «Super Mario Bros. Theme»          | 10                     | 10                     | 10                     | 10                     | Salvados         |
| 11 (Final) | Samba & Quickstep fusión / «Nitty Gritty»      | 10                     | 10                     | 10                     | 10                     | Segundo puesto   |
| 1Puntaje dado por el juez invitado Kevin Hart en lugar de Goodman. 2Puntaje dado por el público en lugar de Goodman. 3Por los «cambios de pareja», Robertson bailó con Derek Hough y Ballas con Bethany Mota. 4Puntaje dado por la juez invitada Jessie J en lugar de Goodman. 5Puntaje dado por el juez invitado Pitbull en lugar de Goodman. |                                                |                        |                        |                        |                        |                  |

- Temporada 20 con Willow Shields

| Semana | Baile / Canción                                  | Puntajes de los jueces | Puntajes de los jueces | Puntajes de los jueces | Puntajes de los jueces | Resultado       |
| Semana | Baile / Canción                                  | C. I.                  | L. G.                  | J. H.                  | B. T.                  | Resultado       |
| ------ | ------------------------------------------------ | ---------------------- | ---------------------- | ---------------------- | ---------------------- | --------------- |
| 1      | Chachachá / «Lips Are Movin»                     | 6                      | 6                      | 6                      | 7                      | Sin eliminación |
| 2      | Tango argentino / «Somebody That I Used to Know» | 8                      | 8                      | 8                      | 8                      | Salvados        |
| 3      | Pasodoble / «Hanuman»                            | 8                      | 8                      | 8                      | 8                      | Salvados        |
| 4      | Contemporáneo / «Atlas»                          | 10                     | 9                      | 10                     | 10                     | Salvados        |
| 5      | Foxtrot / «Alice's Theme»                        | 8                      | 8                      | 9                      | 9                      | Salvados        |
| 6      | Salsa / «Tequila»                                | 9                      | 8                      | 8                      | 9                      | Salvados        |
| 6      | Freestyle en equipo / «Wipe Out»                 | 10                     | 9                      | 10                     | 10                     | Salvados        |
| 7      | Jazz / «Electric Feel»                           | 9                      | 9                      | 9                      | 10                     | Eliminados      |
| 7      | Duelo de Salsa / «Temperature»                   | 2 puntos extras        | 2 puntos extras        | 2 puntos extras        | 2 puntos extras        | Eliminados      |

- Temporada 21 con Alexa PenaVega

| Semana | Baile / Canción                                          | Puntajes de los jueces | Puntajes de los jueces | Puntajes de los jueces | Resultado        |
| Semana | Baile / Canción                                          | C. I.                  | J. H.                  | B. T.                  | Resultado        |
| --- | -------------------------------------------------------- | ---------------------- | ---------------------- | ---------------------- | ---------------- |
| 1 | Jive / «Whistle (While You Work It)»                     | 7                      | 7                      | 8                      | Sin eliminación  |
| 2 | Salsa / «Que Es Lo Que Quiere Esa Nena»                  | 8                      | 8                      | 8                      | Salvados         |
| 2 | Rumba / «Somewhere in Time Theme»                        | 7                      | 7                      | 8                      | Salvados         |
| 3 | Jazz / «Breaking Bad Theme»                              | 9/91                   | 9                      | 9                      | Salvados         |
| 4 | Foxtrot / «Mama Said»                                    | 7                      | 7                      | 7                      | Salvados         |
| 52 | Tango / «Pompeii»                                        | 10                     | 10/103                 | 10                     | Sin eliminación  |
| 6 | Chachachá / «I'm a Slave 4 U»                            | 8                      | 7/74                   | 8                      | Últimos salvados |
| 7 | Pasodoble / «Hora Zero»                                  | 9                      | 9                      | 9                      | Últimos salvados |
| 7 | Freestyle en equipo / «Ghostbusters»                     | 9                      | 10                     | 9                      | Últimos salvados |
| 8 | Tango argentino / «Viva la Vida»                         | 9                      | 8                      | 8                      | Salvados         |
| 8 | Duelo de Chachachá / «Fun»                               | 2 puntos extras        | 2 puntos extras        | 2 puntos extras        | Salvados         |
| 9 | Contemporáneo / «Make It Rain»                           | 10                     | 10                     | 10                     | Eliminados       |
| 9 | Charlestón en equipo / «All That Jazz» & «Hot Honey Rag» | 10                     | 10                     | 10                     | Eliminados       |
| 1Puntaje dado por el juez invitado Alfonso Ribeiro. 2Por los «cambios de pareja», PenaVega bailó con Derek Hough y Ballas con Paula Deen. 3Puntaje dado por el juez invitado Maksim Chmerkovskiy. 4Puntaje dado por la juez invitada Olivia Newton-John. |                                                          |                        |                        |                        |                  |

- Temporada 22 con Paige VanZant

| Semana | Baile / Canción                                                          | Puntajes de los jueces | Puntajes de los jueces | Puntajes de los jueces | Resultado        |
| Semana | Baile / Canción                                                          | C. I.                  | L. G.                  | B. T.                  | Resultado        |
| --- | ------------------------------------------------------------------------ | ---------------------- | ---------------------- | ---------------------- | ---------------- |
| 1 | Foxtrot / «Ain't Got Far to Go»                                          | 7                      | 7                      | 7                      | Sin eliminación  |
| 21 | Salsa / «Danza Kuduro»                                                   | 8                      | 8                      | 8                      | Salvados         |
| 3 | Pasodoble / «300 Violin Orchestra»                                       | 8                      | 7                      | 8                      | Salvados         |
| 4 | Quickstep / «You've Got a Friend in Me»                                  | 9                      | 9/92                   | 9                      | Salvados         |
| 53 | Rumba / «Perfect»                                                        | 8                      | 8/74                   | 8                      | Sin eliminación  |
| 6 | Jazz / «Soul Bossa Nova»                                                 | 9                      | 10                     | 9                      | Últimos salvados |
| 7 | Jive / «Proud Mary»                                                      | 10                     | 10                     | 10                     | Salvados         |
| 7 | Freestyle en equipo / «End of Time», «If I Were a Boy» & «Crazy in Love» | 8                      | 8                      | 9                      | Salvados         |
| 8 | Vals vienés / «Stone Cold»                                               | 10                     | 9                      | 9                      | Salvados         |
| 8 | Pasodoble en equipo / «Everybody Wants to Rule the World»                | 95                     | 10                     | 10                     | Salvados         |
| 9 (Semifinal) | Samba en trío / «Hip Hip Chin Chin»                                      | 10                     | 10                     | 10                     | Últimos salvados |
| 9 (Semifinal) | Tango argentino / «One Time»                                             | 10                     | 9                      | 10                     | Últimos salvados |
| 10 (Final) | Salsa / «Fireball»                                                       | 10                     | 9                      | 10                     | Segundo puesto   |
| 10 (Final) | Freestyle / «Over the Rainbow»                                           | 10                     | 10                     | 10                     | Segundo puesto   |
| 10 (Final) | Jive & Salsa fusión / «Little Bitty Pretty One»                          | 10                     | 10                     | 10                     | Segundo puesto   |
| 1Debido a una lesión, Alan Bersten reemplazó a Ballas. 2Puntaje dado por la juez invitada Zendaya. 3Por los «cambios de pareja», VanZant bailó con Sasha Farber y Ballas con Ginger Zee. 4Puntaje dado por el juez invitado Maksim Chmerkovskiy. 5Puntaje dado por el público en lugar de Inaba. |                                                                          |                        |                        |                        |                  |

- Temporada 25 con Lindsey Stirling

| Semana                                                                                              | Baile / Canción                                 | Puntajes de los jueces | Puntajes de los jueces | Puntajes de los jueces | Resultado       |
| Semana                                                                                              | Baile / Canción                                 | C. I.                  | L. G.                  | B. T.                  | Resultado       |
| --------------------------------------------------------------------------------------------------- | ----------------------------------------------- | ---------------------- | ---------------------- | ---------------------- | --------------- |
| 1                                                                                                   | Chachachá / «Don't Worry»                       | 7                      | 8                      | 7                      | Sin eliminación |
| 2                                                                                                   | Quickstep / «Swing Set»                         | 7                      | 7                      | 7                      | Salvados        |
| 2                                                                                                   | Salsa / «Mani Picao»                            | 8                      | 8                      | 8                      | Salvados        |
| 3                                                                                                   | Jive / «Wake Me Up Before You Go-Go»            | 9                      | 9                      | 9                      | Sin eliminación |
| 4                                                                                                   | Vals vienés / «Anchor»                          | 9                      | 8                      | 9                      | Salvados        |
| 5                                                                                                   | Foxtrot / «When You Wish Upon a Star»           | 9                      | 10                     | 9                      | Salvados        |
| 6                                                                                                   | Tango argentino / «Human»                       | 10                     | 10/101                 | 10                     | Salvados        |
| 7                                                                                                   | Pasodoble / «Roundtable Rival»                  | 9                      | 9                      | 9                      | Salvados        |
| 7                                                                                                   | Freestyle en equipo / «Monster Mash»            | 8                      | 8                      | 8                      | Salvados        |
| 8                                                                                                   | Samba / «Morning Drums»                         | 9                      | 8                      | 9                      | Salvados        |
| 8                                                                                                   | Jazz en trío / «Let's Face the Music and Dance» | 10                     | 9                      | 9                      | Salvados        |
| 9 (Semifinal)                                                                                       | Contemporáneo / «Head High»                     | 10                     | 9                      | 10                     | Salvados        |
| 9 (Semifinal)                                                                                       | Tango / «Feel So Close»                         | 9                      | 9                      | 10                     | Salvados        |
| 10 (Final)                                                                                          | Quickstep / «Barflies at the Beach»             | 10                     | 10/102                 | 10                     | Salvados        |
| 10 (Final)                                                                                          | Freestyle / «Palladio»                          | 10                     | 10/102                 | 10                     | Salvados        |
| 10 (Final)                                                                                          | Jive / «Wake Me Up Before You Go-Go»            | 10                     | 10                     | 10                     | Segundo puesto  |
| 10 (Final)                                                                                          | Chachachá & Tango fusión / «Hot2Touch»          | 10                     | 10                     | 10                     | Segundo puesto  |
| 1Puntaje dado por la juez invitada Shania Twain. 2Puntaje dado por la juez invitada Julianne Hough. |                                                 |                        |                        |                        |                 |